# Apalonia mima
Apalonia mima (лат.) — вид жуков-стафилинид рода Apalonia из подсемейства Aleocharinae. Французская Гвиана. Мирмекофил.

## Описание
Мелкие коротконадкрылые жуки. Мирмекофил. Длина тела 3,4 мм. Тело слегка блестящее (брюшко блестящее), в основном коричневое с жёлто-коричневым основанием брюшка; усики чёрно-коричневые, с тремя жёлто-красноватыми базальными члениками; ноги красновато-жёлтые. Глаза при виде сверху длиннее постокулярной области. Второй антенномер короче первого, третий длиннее второго, от четвертого до десятого поперечные. Этимология: новый вид получил название «мим, имитатор» из-за его сходства, почти неотличимого от вида Apalonia guyplatyceps.  Формула лапок 4-5-5. Голова с отчетливой шеей. Максиллярные щупики состоят из 4 члеников, а лабиальные щупики из 3 сегментов.
Вид был впервые описан в 2015 году итальянским энтомологом Роберто Пейсом (Roberto Pace; 1935—2017) по материалам из Южной Америки (Французская Гвиана).